# 倉知村
倉知村（くらちむら）は、かつて岐阜県武儀郡にあった村である。
現在の関市の南部に該当し、武儀郡最南端の村であった。
津保川沿いに位置し、南部は旧各務郡との境の標高300m前後の山、北部は津保川沿いの平野である。

## 歴史
- 江戸時代末期、この地域は旗本領であった。
- 1889年（明治22年）7月1日 - 町村制により倉知村が成立。
- 1943年（昭和18年）10月1日 - 武儀郡関町（現・関市）に編入される。

## 教育
- 倉知国民学校（現・関市立倉知小学校）

## 交通機関
- 名古屋鉄道美濃町線
  - 新田駅

## 神社・仏閣
- 熊野神社
- 白山神社
- 鞍智神社